# Ivan Kobal (duhovnik)
Ivan Kobal, slovenski rimskokatoliški duhovnik, * 20. avgust 1912 Sanabor, † 23. oktober 1992, Idrija.

## Življenje in delo
Ljudsko šolo je končal na Colu. S šolanjem je nadaljeval na Zavodu svetega Stanislava v Šentvidu pri Ljubljani (1922-1929), zadnje leto gimnazije pa je obiskoval v Kopru, kjer je leta 1930 tudi maturiral. Bogoslovje je študiral v Gorici in bil 20. aprila 1935 posvečen v mašnika. Od 16. maja 1935 do 18. maja 1966 je bil župnik na Črnem Vrhu nad Idrijo, kjer je 1. septembra 1944 nemočen gledal napad partizanov na Črni Vrh, rušenje večjega dela vasi, požig župnijske cerkve in pomor več deset nedolžnih ljudi. Že med vojno in prva leta po njej so komunistične oblasti na vse načine ovirale njegovo delo. Zaradi trdne obrambe krščanskih načel, posebej zaradi spovedne molčečnosti je bil dvakrat zaprt (od 8. junija do 8. septembra 1956 v Solkanu in Ljubljani) in na prisilnem delu (od 3. januarja do 
3. novembra 1959 v Mariboru). Nato je vse moči posvetil duhovni obnovi svoje župnije. Štirim fantom  je pomagal, da so postali župniki, petim dekletom pa do redovniškega poklica.
Veliko je storil tudi za misijone z delom v Medškofijskem misijonskem svetu. Večletno skrb in napore pa je usmeril tudi v obnovo in pozidavo med vojno požgane cerkve sv. Jošta. To mu je ob pomoči faranov  tudi uspelo. V priznanje zaslug za Cerkev je bil leta 1965 imenovan za monsinjorja. Novo delovno področje se mu je odprlo, ko ga je škof Janez Jenko 18. avgusta 1966 imenoval za škofijskega kanclerja v Kopru. Leta 1974 je postal papeški hišni prelat. Zaradi naraščajoče ateroskleroze je bil leta 1987 upokojen. Nekaj čas je bival še v Kopru, od srede februarja 1989 do smrti pa v bolnišnici v Idriji.
Zanimivost: V Črnem vrhu ga je 1966 nasledil župnik z enakim imenom in priimkom, Ivan Kobal iz Mosta na Soči, od Sv. Lucije ob Soči, kot je pisal sam. To dejstvo lahko povzroča nekaj zmede v kroniki dogajanja.